# Muskarinski acetilholinski receptor
Muskarinski acetilholinski receptori, ili mAChR, su G protein-spregnuti acetilholinski receptori nađeni u ćelijskim membranama pojedinih neurona i drugih ćelija. Oni imaju više uloga, među kojima je svojstvo primarnih receptora stimulisanih acetilholinom oslobođenim iz postganglionih vlakana u parasimpatičkom nervnom sistemu.
Muskarinski receptori su dobili ime po svojoj senzitivnosti na muskarin, za razliku od nikotina. Oni se razlikuju od nikotinskih acetilholinskih receptora (nAChR), receptorskih jonskih kanala koji takođe imaju važnu ulogu u autonomnom nervnom sistemu. Mnogi lekovi i druge supstance (na primer pilokarpin i skopolamin) manipulišu ova dva distinktna tipa receptora delujući kao selektivni agonisti ili antagonisti.

## Funkcija
Acetilholin (ACh) je neurotransmiter nađen isključivo u mozgu i autonomnom nervnom sistemu. On je jedini neurotransmiter koji se koristi u neuromišićnim spojnicama.
Muskarinski receptori takođe imaju sledeće uloge:

### Receptori oporavka
se uvek služi kao transmiter unutar autonomnih gangliona. Nikotinski receptori na postganglionim neuronima su odgovorni za inicijalnu brzu depolarizaciju neurona. Kao posledica toga, nikotinski receptori se često poistovećuju sa receptorima postganglionih neurona. Međutim, naknadna hiperpolarizacija i spora depolarizacija koje sačinjavaju oporavak postganglionih neurona od stimulacije su posredovani muskarinskim receptorima, tipova M2 i M1 respektivno.
Periferna autonomna vlakna (simpatička i parasimpatička vlakna) se kategorišu po anatomskom osnovu kao bilo pregangliona ili postgangliona vlakna, a zatim se dalje grupišu u adrenergička vlakna sa korespondirajućim adrenergičkim receptorima, i holinergička vlakna sa holinergičkim receptorima. Pregangliona simpatička vlakna i pregangliona parasimpatična vlakna su holinergička. Sva postgangliona simpatička vlakna su adrenergička. Njihov neurotransmiter je norepinefrin, izuzev postganglionih simpatičkih vlakana znojnih žlezdi, mišića telesne dlake i skeletalnih mišića arteriola.

### Postganglioni neuroni
Još jedna uloga ovih receptora je u spojevima inervacionog tkiva i postganglionskih neurona u parasimpatičkoj podeli autonomnog nervnog sistema. Ovde se opet acetilholin ponovo koristi kao neurotransmiter, i muskarinski receptori su glavni receptorski tip inervacionog tkiva.

### Inervisano tkivo
U kontrastu s tim, spojevi simpatičke podele uglavnom ne koriste acetilholin kao neurotransmiter; umesto njega se koristi norepinefrin. Iz tog razloga muskarinski i nikotinski receptori se ne koriste, nego adrenergički α1 i β1 receptori. Veoma mali broj delova simpatičkog sistema koristi holinergičke receptore (npr. neka postgangliona vlakna koja se završavaju u znojnim žlezdama, koje otpuštaju acetilholin).

### Viši centralni nervni sistem
Muskarinski acetilholinski receptori su takođe prisutni u u centralnom nervnom sistemu, u postsinaptičkim i presinaptičkim pozicijama.

## Receptorske izoforme

### Klasifikacija
Upotrebom selektivnih radio-aktivno-obeleženih agonista i antagonista, pet pod-tipova muskarinkih receptora je utvrđeno. Oni su nazvani M1-M5 (koristeći veliko slovo M i numerički subskript). Na primer, lek pirenzepin je muskarinski antagonist koji je znatno potentniji na M1 receptorima nego na ostalim pod-tipovima.

### Genetičke razlike
Genetičari i molekularni biolozi su okarakterisali pet gena koji kodiraju muskarinske receptore (m1-m5). Prva četiri kodiraju farmakološke tipove M1-M4. Peti, M5, odgovara tipu receptora koji nije u to vreme bio detektovan farmakološki. Receptori m1 i m2 su utvrđeni na osnovu parcijalnog sekvenciranja proteina M1 i M2 receptora. Drugi su nađeni potragom za homolozima, koristeći bioinformatičke tehnike.

### Razlike u G proteinima
G proteini sadrže alfa-podjedinicu koja je kritična za funkcionisanje receptora. Te podjedinice mogu da poprime više formi. Postoje četiri široke klase G-proteina: , , , i . Muskarinski receptori se razlikuju u pogledu G proteina koji vezuju. G proteini se takođe klasifikuju u pogledu njihove podložnosti na kolera (CTX) i pertuzijskom toksinu (PTX).  i neki  pod-tipovi ( i ) su CTX podložni. Samo su  tipovi PTX podložni, izuzev , koji je imun. Takođe, kad su vezani za agonist, ti G proteini normalno senzitivni na PTX postaju isto tako CTX podložni.
Razne G-proteinske podjedinice različito deluju na sekundarne glasnike, povećavaju izražavanje fosfolipaza, umanjuju prisustvo cAMP, itd.
Zbog stroge korelacije sa tipovima muskarinskog receptor, CTX i PTX su korisna eksperimentalna oruđa za istraživanje tih receptora.
| Tip | Gen | Funkcija |         |         | Efektori                        | Agonisti                                                                 | Antagonists |
| --- | --- | --- | ------- | ------- | ------------------------------- | ------------------------------------------------------------------------ | --- |
| M1  |     | - u autonomnom ganglionu - izlučivanje iz pljuvačnih žlezda i želuca - U CNS (memorija) | ne (da) | ne (da) | () (): Spor EPSP. ↓ + provođenje    | - acetilholin - oksotremorin - muskarin - karbahol -                     | - atropin - skopolamin - dicikloverin - tolterodin - oksibutinin - ipratropijum - mambin toksin MT7 - pirenzepin - telenzepin |
| M2  |     | - spora brzina srca - redukuje kontraktilne sile atrijuma - redukuje brzinu provođenja AV čvora - U CNS - homotropna inhibicija | da      | ne      | ↑ K+ provodnost ↓ 2+ provodnost | - acetilholin - metaholin - karbahol - oksotremorin - muskarin           | - atropin - dicikloverin - tolterodin - oksibutinin - ipratropijum - metoktramin - tripitamin - galamin                       |
| M3  |     | - kontrakcija glatkih mišića - Povišenje intracelularnog kalcijuma u vaskularnom endotelu - Povišenje lučenja endokrinih i egzokrinih žlezda, npr. pljuvačnih žlezda i želuca - U CNS - Akomodacija oka - Vazodilatacija - Indukuje povraćanje | ne      | ne      |                                 | - acetilholin - betanehol - karbahol - oksotremorin - pilokarpin (u oku) | - atropin - dicikloverin - tolterodin - oksibutinin - ipratropijum - darifenacin - tiotropijum                                |
| M4  |     | - Aktivacija M4 uzrokuje umanjenje lokomocije - U CNS | da      | ?       | ↑ K+ provodnost ↓ 2+ provodnost | - acetilholin - karbahol - oksotremorin                                  | - atropin - dicikloverin - tolterodin - oksibutinin - ipratropijum - mambin toksin MT3                                        |
| M5  |     | - U CNS | ne      | ?       |                                 | - acetilholin - karbahol - oksotremorin                                  | - atropin - dicikloverin - tolterodin - oksibutinin - ipratropijum                                                            |

## Literatura
- Rang HP, Dale MM, Ritter JM, Moore PK (2003). „Ch. 10”. Pharmacology (5th изд.). Elsevier Churchill Livingstone. стр. 139. ISBN 978-0-443-07145-4.
- Tripathi KD (2004). Essentials of Medical Pharmacology (5th изд.). India: Jaypee Brothers, Medical Publishers. стр. 890 pages. ISBN 978-81-8061-187-2.
- Purves, Dale, George J. Augustine, David Fitzpatrick, William C. Hall, Anthony-Samuel LaMantia, James O. McNamara, and Leonard E. White (2008). Neuroscience. (4th изд.). Sinauer Associates. стр. 122–6. ISBN 978-0-87893-697-7.

## Spoljašnje veze
- „Acetylcholine Receptors (Muscarinic)”. IUPHAR Database of Receptors and Ion Channels. International Union of Basic and Clinical Pharmacology. Архивирано из оригинала 05. 09. 2012. г.
- Receptors,+Muscarinic на 